# Acanthodelta albifimbria
Acanthodelta albifimbria är en fjärilsart som beskrevs av Walker 1869. Acanthodelta albifimbria ingår i släktet Acanthodelta och familjen nattflyn. Inga underarter finns listade i Catalogue of Life.